# Peace on Earth/Little Drummer Boy
Peace on Earth/Little Drummer Boy (soms ook Little Drummer Boy/Peace on Earth genoemd) is een kerstlied van David Bowie en Bing Crosby. "The Little Drummer Boy" is een kerstlied geschreven in 1941, terwijl de tekst en melodie van "Peace on Earth" speciaal werden geschreven voor deze opname. De single is een van de meest succesvolle uit de carrière van Bowie; het piekte op de derde plaats in het Verenigd Koninkrijk en verkocht naar schatting 400.000 kopieën in zijn thuisland.

## Achtergrond
Het nummer werd opgenomen op 11 september 1977 voor de tv-special van Crosby, Bing Crosby's Merrie Olde Christmas. Het duo besprak wat zij zouden doen met hun familie tijdens Kerstmis, voordat zij "Little Drummer Boy" zongen met een nieuw contrapunt met tekst die speciaal voor de special was geschreven, "Peace on Earth".
Bowie's verschijning is beschreven als een "onwerkelijk" evenement, aangezien hij dit deed in een tijd waarin hij "actief bezig was om zijn carrière normaal te krijgen". Later zei hij dat hij alleen in de show verscheen omdat hij "wist dat mijn moeder hem goed vond". Producer Buz Kohan wist niet zeker of Crosby wist wie Bowie was, maar zijn collega Ian Fraser verklaarde, "Ik denk dat hij het wel wist. Bing was geen idioot. Als hij het niet wist, zouden zijn kinderen het zeker wel weten."
Volgens Fraser wilde Bowie "Little Drummer Boy" niet zingen: "Ik haat dit nummer. Is er iets anders dat ik kan zingen?" Fraser, Kohan en Larry Grossman schreven vervolgens "Peace on Earth" als contrapunt op "Little Drummer Boy". Crosby zong "Little Drummer Boy", terwijl Bowie "Peace on Earth" vertolkte, wat zij naar verluidt minder dan een uur na de repetitie opnamen.
Enkele dagen na de opname zei Crosby over Bowie, "een strakke jongen en een echte aanwinst voor de show. Hij zingt goed, heeft een geweldige stem en kan goed teksten lezen."
Crosby overleed op 14 oktober, vijf weken na de opname van de tv-special. In de Verenigde Staten werd de show op 30 november 1977 uitgezonden, terwijl het Verenigd Koninkrijk op 24 december de special te zien kreeg.
Het nummer was enkele jaren verkrijgbaar als bootlegsingle met "Heroes" op de B-kant, een nummer dat Bowie ook zong tijdens de tv-special. In 1982 bracht zijn platenlabel RCA Records de opname uit als officiële single, compleet met de dialoog, en het nummer "Fantastic Voyage" van het album Lodger op de B-kant. Bowie was niet blij met deze uitgave, dat zijn banden met zijn platenlabel nog verder verslechterde, en hij verliet RCA niet veel later. Zijn volgende werk, het album Let's Dance, kwam uit via EMI.

## Tracklijst
1. "Peace on Earth/Little Drummer Boy" (Bowie/Ian Fraser/Larry Grossman/Buz Kohan/Harry Simeone/K. K. Davis/Henry Onorati) - 4:23
2. "Fantastic Voyage" (Bowie) - 2:55

## Muzikanten
"Peace on Earth/Little Drummer Boy"
- David Bowie: zang
- Bing Crosby: zang
- Meerdere niet genoemde sessiemuzikanten

"Fantastic Voyage"
- David Bowie: zang, piano
- Adrian Belew: mandoline
- Dennis Davis: percussie
- Tony Visconti: mandoline, achtergrondzang
- Brian Eno: ambient drone
- Simon House: mandoline
- Sean Mayes: piano

## Hitnoteringen

### Nederlandse Tipparade
| Hitnotering: 27-11-1982 t/m 18-12-1982 | Hitnotering: 27-11-1982 t/m 18-12-1982 | Hitnotering: 27-11-1982 t/m 18-12-1982 | Hitnotering: 27-11-1982 t/m 18-12-1982 | Hitnotering: 27-11-1982 t/m 18-12-1982 | Hitnotering: 27-11-1982 t/m 18-12-1982 |
| Week:                                  | 1                                      | 2                                      | 3                                      | 4                                      |                                        |
| -------------------------------------- | -------------------------------------- | -------------------------------------- | -------------------------------------- | -------------------------------------- | -------------------------------------- |
| Positie:                               | 29                                     | 25                                     | 22                                     | 20                                     | uit                                    |